# Fritz Zwazl
Fritz Zwazl (26 giugno 1926) è un ex nuotatore austriaco.
Ha gareggiato nel 100 metri dorso maschile e alle Olimpiadi estive 1948.